# Mesomyza sericea
Mesomyza sericea är en tvåvingeart som beskrevs av Günther Enderlein 1921. Mesomyza sericea ingår i släktet Mesomyza och familjen vapenflugor.
Artens utbredningsområde är Bolivia. Inga underarter finns listade i Catalogue of Life.